# Henryk Zatyka
Henryk Zatyka (ur. 22 kwietnia 1968) – polski bokser, medalista mistrzostw świata juniorów, wielokrotny mistrz Polski.
Zdobył brązowy medal w wadze półciężkiej (do 81 kg) na mistrzostwach świata juniorów w 1985 w Bukareszcie. Na mistrzostwach Europy juniorów w 1986 w Kopenhadze odpadł w ćwierćfinale tej kategorii wagowej po przegranej z Axelem Schultzem z NRD.
Wystąpił w wadze superciężkiej (powyżej 91 kg) na mistrzostwach świata w 1991 w Sydney, gdzie po pokonaniu Briana Nielsena z Danii przegrał w ćwierćfinale z Jewgienijem Biełousowem z ZSRR]. Odpadł w pierwszej walce w tej kategorii wagowej na mistrzostwach Europy w 1996 w Vejle. Na mistrzostwach świata w 1997 w Budapeszcie przegrał drugą walkę w eliminacjach z Paolo Vidozem z Włoch. Przegrał pierwszą walkę na mistrzostwach Europy w 1998 w Mińsku.
Był mistrzem Polski w wadze superciężkiej w 1991, 1994, 1995, 1996, 1997 i 1998, wicemistrzem w wadze ciężkiej (do 91 kg) w 1988 i 1989 oraz w wadze superciężkiej w 2000, a także brązowym medalistą w wadze ciężkiej w 1987. Był również mistrzem Polski juniorów w wadze półciężkiej 1985 i wicemistrzem w 1984 oraz młodzieżowym mistrzem Polski w wadze ciężkiej w 1987 i wicemistrzem w wadze półciężkiej w 1986. Zdobył drużynowe mistrzostwo Polski z Walką Zabrze w 1997.
Zwyciężył w wadze superciężkiej w Turnieju im. Feliksa Stamma w 1990 i 1995.
Jest instruktorem boksu w CRS Bielany.